# Saint-Léger-sur-Roanne
Pour les articles homonymes, voir Saint-Léger.
Saint-Léger-sur-Roanne est une commune française située dans le département de la Loire en région Auvergne-Rhône-Alpes.

## Géographie
Au pied de la Côte Roannaise, en périphérie de Roanne, la commune est située sur deux axes : la D 9 et la D 51, à 6 km à l'ouest de Roanne, à 80 km au nord de St Etienne, à 90 km au nord-ouest de Lyon, et à 380 km de Paris.
Sa superficie est de 451 ha et l'altitude est de 320 m.
La densité est de 209 habitants au km2 (moyenne du département : 152).
46°02 de latitude nord, 4°00 de longitude est
St Léger sur Roanne est traversé par la petite rivière le Renaison qui se jette à Roanne dans la Loire. 

### Climat
Pour des articles plus généraux, voir Climat d'Auvergne-Rhône-Alpes et Climat de la Loire.
En 2010, le climat de la commune est de type climat océanique dégradé des plaines du Centre et du Nord, selon une étude du Centre national de la recherche scientifique s'appuyant sur une série de données couvrant la période 1971-2000. En 2020, Météo-France publie une typologie des climats de la France métropolitaine dans laquelle la commune est exposée à un climat de montagne ou de marges de montagne et est dans la région climatique Nord-est du Massif Central, caractérisée par une pluviométrie annuelle de 800 à 1 200 mm, bien répartie dans l’année.
Pour la période 1971-2000, la température annuelle moyenne est de 11 °C, avec une amplitude thermique annuelle de 16,8 °C. Le cumul annuel moyen de précipitations est de 729 mm, avec 9,8 jours de précipitations en janvier et 7,3 jours en juillet. Pour la période 1991-2020, la température moyenne annuelle observée sur la station météorologique installée sur la commune est de 11,8 °C et le cumul annuel moyen de précipitations est de 668,1 mm,. Pour l'avenir, les paramètres climatiques de la commune estimés pour 2050 selon différents scénarios d'émission de gaz à effet de serre sont consultables sur un site dédié publié par Météo-France en novembre 2022.
| Mois                                  | jan.           | fév.           | mars          | avril         | mai           | juin          | jui.          | août          | sep.          | oct.          | nov.          | déc.           | année      |
| ------------------------------------- | -------------- | -------------- | ------------- | ------------- | ------------- | ------------- | ------------- | ------------- | ------------- | ------------- | ------------- | -------------- | ---------- |
| Température minimale moyenne (°C)     | 0,5            | 0,3            | 2,5           | 5,4           | 8,9           | 12,6          | 14,5          | 13,7          | 10,5          | 8             | 3,9           | 1              | 6,8        |
| Température moyenne (°C)              | 3,9            | 4,5            | 7,6           | 11,1          | 14,4          | 18,5          | 20,6          | 19,9          | 16,4          | 12,7          | 7,8           | 4,6            | 11,8       |
| Température maximale moyenne (°C)     | 7,3            | 8,6            | 12,6          | 16,9          | 20            | 24,3          | 26,7          | 26            | 22,3          | 17,5          | 11,7          | 8,1            | 16,8       |
| Record de froid (°C) date du record   | −12,8 25.01.07 | −15,6 05.02.12 | −7,1 06.03.10 | −5 08.04.21   | −0,4 07.05.19 | 4,2 14.06.08  | 7,2 23.07.08  | 4,8 26.08.18  | 0,9 28.09.08  | −5,2 29.10.12 | −7,4 28.11.13 | −11,1 30.12.05 | −15,6 2012 |
| Record de chaleur (°C) date du record | 18,3 10.01.15  | 21,7 25.02.21  | 25,2 31.03.21 | 27,5 29.04.10 | 33,7 20.05.22 | 39,3 27.06.19 | 39,8 19.07.22 | 41,4 24.08.23 | 35,2 10.09.23 | 31,8 02.10.23 | 22,2 03.11.05 | 19,4 08.12.10  | 41,4 2023  |
| Précipitations (mm)                   | 36,9           | 29,7           | 41,8          | 50,2          | 75,5          | 75,5          | 81            | 66,1          | 54,6          | 57,6          | 57,8          | 41,4           | 668,1      |

## Urbanisme

### Typologie
Au 1er janvier 2024, Saint-Léger-sur-Roanne est catégorisée bourg rural, selon la nouvelle grille communale de densité à sept niveaux définie par l'Insee en 2022.
Elle appartient à l'unité urbaine de Roanne, une agglomération intra-départementale regroupant 15  communes, dont elle est une commune de la banlieue,,. Par ailleurs la commune fait partie de l'aire d'attraction de Roanne, dont elle est une commune de la couronne,. Cette aire, qui regroupe 88 communes, est catégorisée dans les aires de 50 000 à moins de 200 000 habitants,.

### Occupation des sols
L'occupation des sols de la commune, telle qu'elle ressort de la base de données européenne d’occupation biophysique des sols Corine Land Cover (CLC), est marquée par l'importance des territoires agricoles (68,1 % en 2018), en diminution par rapport à 1990 (68,9 %). La répartition détaillée en 2018 est la suivante : 
prairies (37,2 %), terres arables (20,8 %), zones urbanisées (19,2 %), zones industrielles ou commerciales et réseaux de communication (12,7 %), zones agricoles hétérogènes (10 %). L'évolution de l’occupation des sols de la commune et de ses infrastructures peut être observée sur les différentes représentations cartographiques du territoire : la carte de Cassini (XVIIIe siècle), la carte d'état-major (1820-1866) et les cartes ou photos aériennes de l'IGN pour la période actuelle (1950 à aujourd'hui).

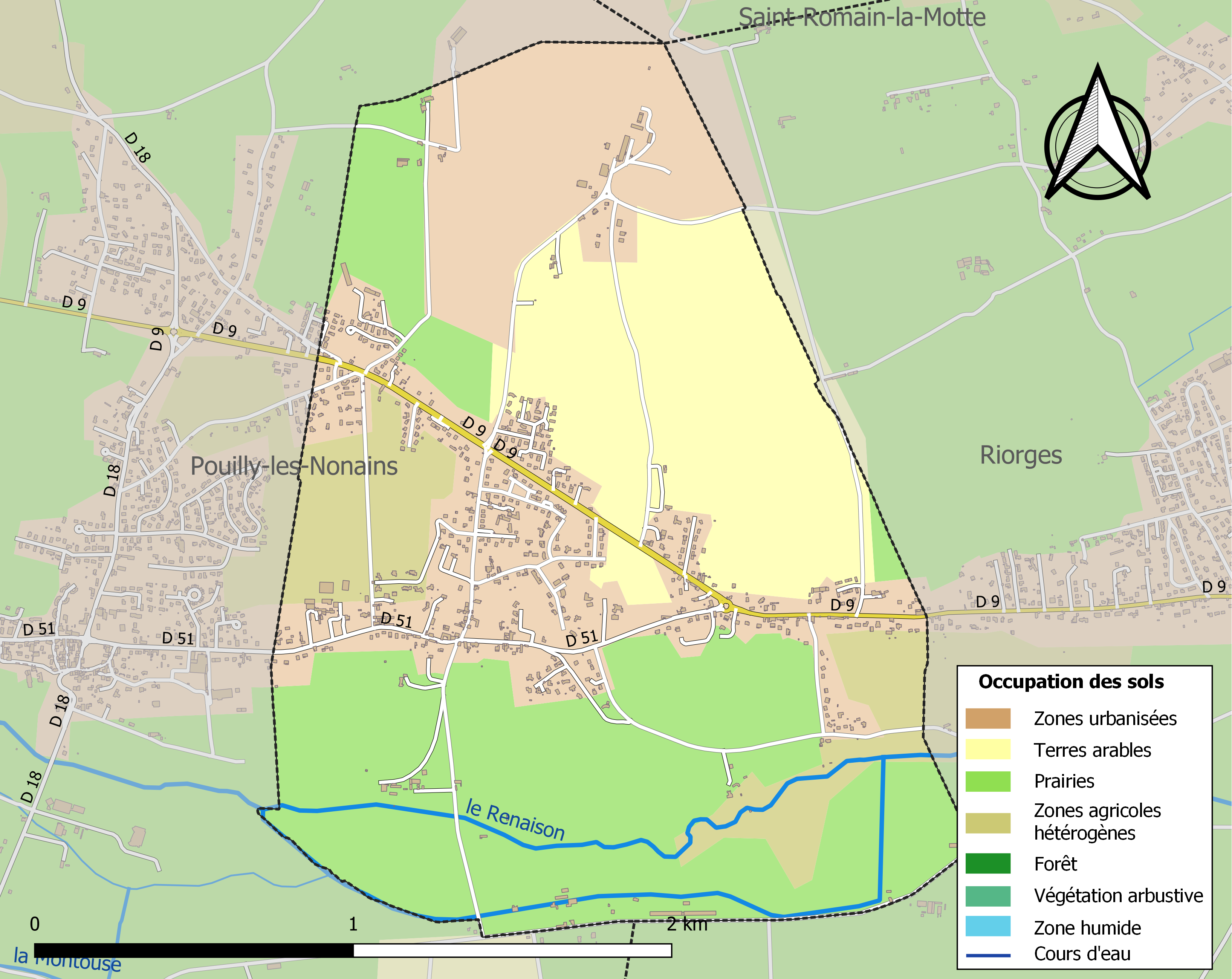
Carte des infrastructures et de l'occupation des sols de la commune en 2018 (CLC).

## Histoire
Paroisse fondée avant 1153, St Léger devient commune en 1790 mais elle a cessé d'exister de 1824 à 1914.
En 1824, elle est absorbée par la commune voisine de Pouilly les Nonains.
Alors, une guerre de clochers va, durant une centaine d'années, opposer les habitants des deux communes.
Dès 1822, Pouilly avait supprimé le sacristain de St Léger. Après 1824, l'église fut fermée. En 1887 même, la municipalité décide de la transformer en école publique mais doit reculer devant les manifestations des Ligérots.
Victoire ! Le 27 mars 1914, la commune de St-Léger est rétablie.
En mai suivant, elle élit maire Joseph Auclair, professeur honoraire à la Sorbonne.
Toutefois, les tensions subsistent et Matray, maire de 1919 à 1922, accuse, dans une brochure, le curé de Pouilly d'avoir supprimé le catéchisme à St Léger puis, en février 1915, fermé l'église. Celle-ci fut rouverte par ordre de l'évêché mais on n'y célébrait ni baptêmes, ni mariages, ni enterrements... Peu à peu, les difficultés s'estompèrent et finirent par disparaître... en 1935, lors de la nomination d'un nouveau curé à Pouilly.
Ces querelles de clochers sont maintenant dépassées, et les deux villages sont désormais unis dans une même communauté de communes : Roannais Agglomération.
St Léger a été électrifiée en 1923. À cette époque, les Ligérots prenaient "le Tacot", petit train qui desservait la Côte Roannaise. En 1933, l’autobus a supplanté "le Tacot". L'année suivante, la commune fut alimentée en eau potable.
En septembre 1935 a été inauguré l’aérodrome de St Léger, qui accède au grade d’aéroport en 1971, à l’occasion de l’ouverture de la ligne Roanne-Paris. La piste fut allongée en 2001. Aujourd'hui, l’aéroport accueille de nombreuses activités : vol à voile, baptême de l’air, initiation au parachutisme, ULM, vol en montgolfière… Chaque année impaire est organisé un meeting aérien de renommée internationale.
St Léger possède d'anciens châteaux : Sévrac et le Châtelard sont maintenant habités par des particuliers. Quant à celui de Pierrefitte, construit sous Louis XII, son propriétaire était le comte de Pons. Les descendants de son dernier héritier, Jacques de Pina, l'habitent actuellement, mais il tombe un peu à l'abandon. Dans cette propriété se trouve un fort joli lac (Etang) en cours de transformation - projet de maisons d'habitation aux alentours.
Depuis le 1er janvier 2013, la communauté de communes de l'Ouest roannais dont faisait partie la commune s'est intégrée à la communauté d'agglomération Roannais Agglomération. La commune abrite une école primaire, une bibliothèque.

## Politique et administration
| Période                                  | Période  | Identité              | Étiquette | Qualité                                                               |
| ---------------------------------------- | -------- | --------------------- | --------- | --------------------------------------------------------------------- |
| Les données manquantes sont à compléter. |          |                       |           |                                                                       |
| 1914                                     |          | Joseph Auclair        |           |                                                                       |
| 1919                                     | 1922     | Joseph Matray         |           |                                                                       |
|                                          |          | Benoît Auclair        |           |                                                                       |
| 1959                                     | 1965     | Chauffaille           |           |                                                                       |
| 1977                                     | 2001     | André Fillon          |           |                                                                       |
| Mars 2001                                | Mai 2020 | Jean-Louis Lagarde    | DVD       | Cadre,Vice-président de Roannais Agglomération                        |
| mai 2020                                 | En cours | Marie-Christine Bravo | DVG       | Conseillère departementale remplaçante, cadre de la fonction publique |

## Démographie
L'évolution du nombre d'habitants est connue à travers les recensements de la population effectués dans la commune depuis 1793. Pour les communes de moins de 10 000 habitants, une enquête de recensement portant sur toute la population est réalisée tous les cinq ans, les populations de référence des années intermédiaires étant quant à elles estimées par interpolation ou extrapolation. Pour la commune, le premier recensement exhaustif entrant dans le cadre du nouveau dispositif a été réalisé en 2004.

En 2022, la commune comptait 1 159 habitants, en évolution de +1,76 % par rapport à 2016 (Loire : +1,32 %, France hors Mayotte : +2,11 %).
| 1793 | 1800 | 1806 | 1821 | 1921 | 1926 | 1931 | 1936 | 1946 |
| ---- | ---- | ---- | ---- | ---- | ---- | ---- | ---- | ---- |
| 180  | 150  | 169  | 249  | 332  | 310  | 323  | 374  | 385  |

| 1954 | 1962 | 1968 | 1975 | 1982 | 1990 | 1999 | 2004 | 2006  |
| ---- | ---- | ---- | ---- | ---- | ---- | ---- | ---- | ----- |
| 376  | 535  | 578  | 712  | 859  | 947  | 943  | 998  | 1 038 |

| 2009  | 2014  | 2019  | 2022  | - | - | - | - | - |
| ----- | ----- | ----- | ----- | - | - | - | - | - |
| 1 133 | 1 119 | 1 157 | 1 159 | - | - | - | - | - |

## Lieux et monuments
En septembre 1935 a été inauguré l’aérodrome de St Léger, qui accède au grade d’aéroport en 1971, à l’occasion de l’ouverture de la ligne Roanne-Paris. La piste fut allongée en 2001. Aujourd'hui, l’aéroport accueille de nombreuses activités : vol à voile, baptême de l’air, initiation au parachutisme, ULM, vol en montgolfière… Chaque année impaire est organisé un meeting aérien de renommée internationale.
St Léger possède d'anciens châteaux : Sévrac et le Châtelard sont maintenant habités par des particuliers. Quant à celui de Pierrefitte, construit sous Louis XII, son propriétaire était le comte de Pons. Les descendants de son dernier héritier, Jacques de Pina, l'habitent actuellement, mais il tombe un peu à l'abandon. Dans cette propriété se trouve un fort joli lac (Etang) en cours de transformation - projet de maisons d'habitation aux alentours.
- Église Saint-Léger de Saint-Léger-sur-Roanne.

## Personnalités liées à la commune
- Lucien Jailler (1889-1921), militaire, as de l'aviation lors de la première guerre mondiale, mort à Saint-Léger-sur-Roanne.